# Russisch-Zweedse Oorlog (1741-1743)
De Russisch-Zweedse Oorlog of Hoedenoorlog (Zweeds: hattarnas ryska krig, "Russische Oorlog van de Hoeden") was een militair conflict tussen Zweden en Rusland van 1741 tot 1743.

## Verloop
Na de nederlaag tegen Rusland in de Grote Noordse Oorlog en de Vrede van Nystad in 1721 verloor Zweden een groot deel van haar bezittingen aan Rusland. De Russen kregen Lijfland, Estland, Ingermanland en het Karelische gebied rond Vyborg in handen. De nederlaag betekende het einde van Zweden als Europese grootmacht.
Op 8 augustus 1741 verklaarde Zweden opnieuw de oorlog aan Rusland, op aandringen van de Hattarna ("Hoeden"), een Zweedse politieke partij met het doel de verloren Baltische gebieden terug te veroveren. Ook stond Zweden onder druk van Frankrijk, dat een afleidingsmaneuvre zocht om te voorkomen dat de Russen zich aan Oostenrijkse kant zouden mengen in de Oostenrijkse Successieoorlog.
Het hoofddoel van de Zweden was om Sint-Petersburg te bedreigen en zo een staatsgreep te bewerkstelligen tegen de pro-Oostenrijkse regent Anna Leopoldovna, een dochter van Peter de Grote. De staatsgreep vond plaats in december, maar de Zweedse strategie bleek averechts te werken: de nieuwe tsarina Elisabeth I weigerde om vrede te sluiten en de Baltische gebieden aan Zweden terug te geven.
De Zweeds-Finse troepen bij de Fins-Russische grens werden al snel teruggeslagen door een Russisch tegenoffensief. De Zweden moesten zich terugtrekken naar Helsinki terwijl de Russen in juni 1742 Hamina (Frederikshamn) innamen en in augustus Porvoo (Borgå) en Savonlinna (Nyslott) veroverden. De Russische troepen onder bevel van veldmaarschalk Peter Lacy sloten de Zweden in bij Helsinki, en op 4 september moest de Zweedse bevelhebber, generaal Charles Emil Lewenhaupt, capituleren. Bijna heel Finland was nu door de Russen bezet.
In de daarop volgende vredesonderhandelingen eisten de Russen dat Adolf Frederik van Holstein-Gottorp (een oom van de latere Russische tsaar Peter III) tot Zweedse troonopvolger zou worden benoemd. Hier gingen de Hoeden mee akkoord, en in 1743 werd Adolf Frederik kroonprins van Zweden. In 1751 zou hij Frederik I opvolgen als koning van Zweden.
Terwijl de onderhandelingen voortsukkelden, vernietigde de Russische oorlogsvloot een Zweeds flottielje nabij het eiland Korpo. Kort daarna scheepte het Russische leger zich in voor een invasie van Zweden zelf. Voor het zover kwam werd op 7 augustus 1743 de Vrede van Åbo getekend. Hierbij stond Zweden een gebied langs de Fins-Russische grens af aan Rusland, waaronder de steden Lappeenranta (Villmanstrand) en Hamina (Frederikshamn).

## Finse poging tot onafhankelijkheid
Tijdens de Russische bezetting van Finland, een periode bekend als de lilla ofreden (Zweeds) of pikkuviha (Fins), de "kleine onvrede", probeerden de Finnen zich onafhankelijk van Zweden te verklaren.
Toen het Russische offensief in Finland begon, beloofde tsarina Elisabeth I om van Finland een onafhankelijke staat te maken. Mogelijk speelde ze met het idee om zo een bufferstaat tussen Rusland en Zweden te scheppen. Generaal James Keith, een Russische bevelhebber van Schotse afkomst, riep een landdag tezamen in Turku (Åbo) op 8 oktober 1742. Op deze landdag besloten de Finnen om hertog Peter van Holstein-Gottorp (de latere Russische tsaar Peter III) uit te nodigen om koning van een onafhankelijk Finland te worden.
De oorlog liep echter zo succesvol voor de Russen dat tsarina Elizabeth I van gedachten veranderde. Ze besloot niet alleen van Finland maar van heel Zweden een Russische vazalstaat te maken, met haar familielid Adolf Frederik van Holstein-Gottorp op de Zweedse troon. Ook had ze andere plannen voor Peter van Holstein-Gottorp; ze besloot hem tot haar eigen troonopvolger uit te roepen.
De Finse poging tot onafhankelijkheid eindigde daar, maar de droom bleef wel voortbestaan. Tijdens de Russisch-Zweedse Oorlog van 1788-1790 kwam een grote groep Finse officieren in opstand en verklaarde Finland onafhankelijk. Dit Verbond van Ajala faalde echter, en de leiders werden gearresteerd, Na het laatste Russisch-Zweedse conflict, de Finse Oorlog (1808-1809), werd Finland een semi-autonome staat, het Grootvorstendom Finland, binnen het Russische Rijk. In 1917, kort na de Oktoberrevolutie in Rusland, verklaarde Finland zich onafhankelijk.
Zweeds-Novgorodische Oorlogen · Russisch-Zweedse Oorlog (1496-1499) · Russisch-Zweedse Oorlog (1554-1557) · Lijflandse Oorlog (1558-1583) · Russisch-Zweedse Oorlog (1590-1595) · Ingrische Oorlog (1610-1617) · Russisch-Zweedse Oorlog (1656-1658) · Grote Noordse Oorlog (1700-1721) · Russisch-Zweedse Oorlog (1741-1743) · Russisch-Zweedse Oorlog (1788-1790) · Finse Oorlog (1808-1809)